# Idioma hadza
El hadza es una lengua hablada en Tanzania, actualmente solamente la hablan unas 975 personas del pueblo hadza.
La clasificación dentro del grupo khoisan se realizó por Joseph H. Greenberg en 1976. La principal razón para este agrupamiento fue la presencia de chasquidos en la lengua. Siendo una clasificación con base tipológica, no es aceptada por muchos lingüistas, pero no se han realizado muchos estudios en cuanto a su filiación.
No tiene el número dual como otras lenguas joisanas ni la distinción masculino-femenino.
El código SIL es HTS.

## Fonología
La fonología del hadzabe se caracteriza por la presencia de clics dentales (/ǀ/), laterales (/ǁ/), alveolares (/ǃ/) y palatales (/ǂ/), que se combinan con sonidos no clic como oclusivas, fricativas y nasales. El sistema vocálico es simple, con cinco vocales (a, e, i, o, u), y aunque el tono no está completamente documentado, puede influir en el significado. Los clics son fundamentales tanto léxica como gramaticalmente, y, aunque el hadzabe no pertenece a la familia joisán (existe una teoría del siglo XX que indica lo contrario), comparte con estas lenguas el uso de clics, lo que sugiere influencias históricas o convergencia fonológica.